# Kachur, Sedam
Kachur là một làng thuộc tehsil Sedam, huyện Gulbarga, bang Karnataka, Ấn Độ.